# エナル・ヤーガー
エナル・ヤーガー（Enar Jääger, 1984年11月18日 - ）は、旧ソビエト連邦、エストニア、ラプラ県、コヒラ出身の元サッカー選手。現役時代のポジションはDF。

## 経歴
FCフローラ・タリンのユースチーム出身。トップチーム昇格後、レンタル移籍した当時2部のJKテルヴィス・パルヌでは25試合に出場し、その経験を積む。2001年にフローラに復帰するが、レギュラーを獲得するには至らず、また出場機会もなかった。シーズン途中に当時2部のFCバルガ・ウォーリアーに移籍。2シーズンで34試合に出場し、在籍初年度にはプロ初ゴールを挙げている。2年目の2002年シーズンに2部リーグでバルガが優勝。チーム躍進の原動力となり、昇格に貢献した。2003年に再びフローラに移籍。在籍中の2シーズンで47試合に出場、2ゴールを挙げている。移籍初年度の2003年シーズンにはリーグ優勝、エストニアスーパーカップ優勝（2003年、2004年）を経験している。
2005年には自身初となる海外のクラブチームに移籍。2005年から2シーズン在籍したFCトルペド・モスクワでは、本来のポジションであるセンターバックに加え、右のサイドバックや守備的ミッドフィルダーなど、エストニア時代とは異なるポジションでのプレーを求められることもあった。2006年にチームが降格圏内でシーズンを終え、トップリーグから降格が決定したことにともない、オーレスンFKに移籍した。2009年7月19日、セリエBのアスコリ・カルチョに移籍。契約期間は3年間。
代表ではバルガ在籍中の2002年にエストニア代表に初選出。同年10月12日に行われたニュージーランド代表とのフレンドリーマッチで代表デビューを果たした。通算キャップ数は126を数える。

## タイトル
バルガ
- エストニアリーグ・ディヴィジョン2:1回

2002
フローラ・タリン
- エストニアリーグ・トップディヴィジョン:3回

2003,2019,2020
- エストニアスーパーカップ:2回

2003,2004
オーレスン
- ノルウェー・カップ:1回

2011